# Tezan Lineae
Tezan Lineae zijn lijnen op de planeet Venus. De Tezan Lineae werden in 1985 oorspronkelijk Tezan Dorsa genoemd naar Tezan, de Etruskische godin van de dageraad. De naam werd gewijzigd in de huidige naam op 9 februari 2011.
De lineae hebben een lengte van 1079 kilometer en bevinden zich in het quadrangle Snegurochka Planitia (V-1).